# مهران فیض امام‌دوست
مهران فیض امام‌دوست (زادهٔ ۲ آذر ۱۳۸۰) بازیکن والیبال اهل ایران است که برای باشگاه والیبال پیکان بازی می‌کند. وی سابقه عضویت در تیم ملی والیبال ایران و تیم ملی والیبال جوانان ایران را دارد.

## پیشینه
پست تخصصی مهران فیض امام دوست در تیم ملی ایران، مدافع است. او در مسابقات والیبال قهرمانی زیر ۱۹ سال پسران جهان به همراه تیم ملی والیبال جوانان ایران به مقام قهرمانی جهان رسید. همچنین فیض امام دوست در مسابقات زیر ۲۱ سال جهان که با قهرمانی ایران به پایان رسید عضویت داشت.